# Leptorumohra mutica
Leptorumohra mutica là một loài thực vật có mạch trong họ Dryopteridaceae. Loài này được Czer. comb. nova miêu tả khoa học đầu tiên.